# Уэстмакотт, Ричард (младший)
Сэр Ричард Уэстмакотт Младший (англ. Richard Westmacott; 1799 — 19 апреля 1872) — английский скульптор.

## Биография
Сын и ученик скульптора Ричарда Уэстмакотта.

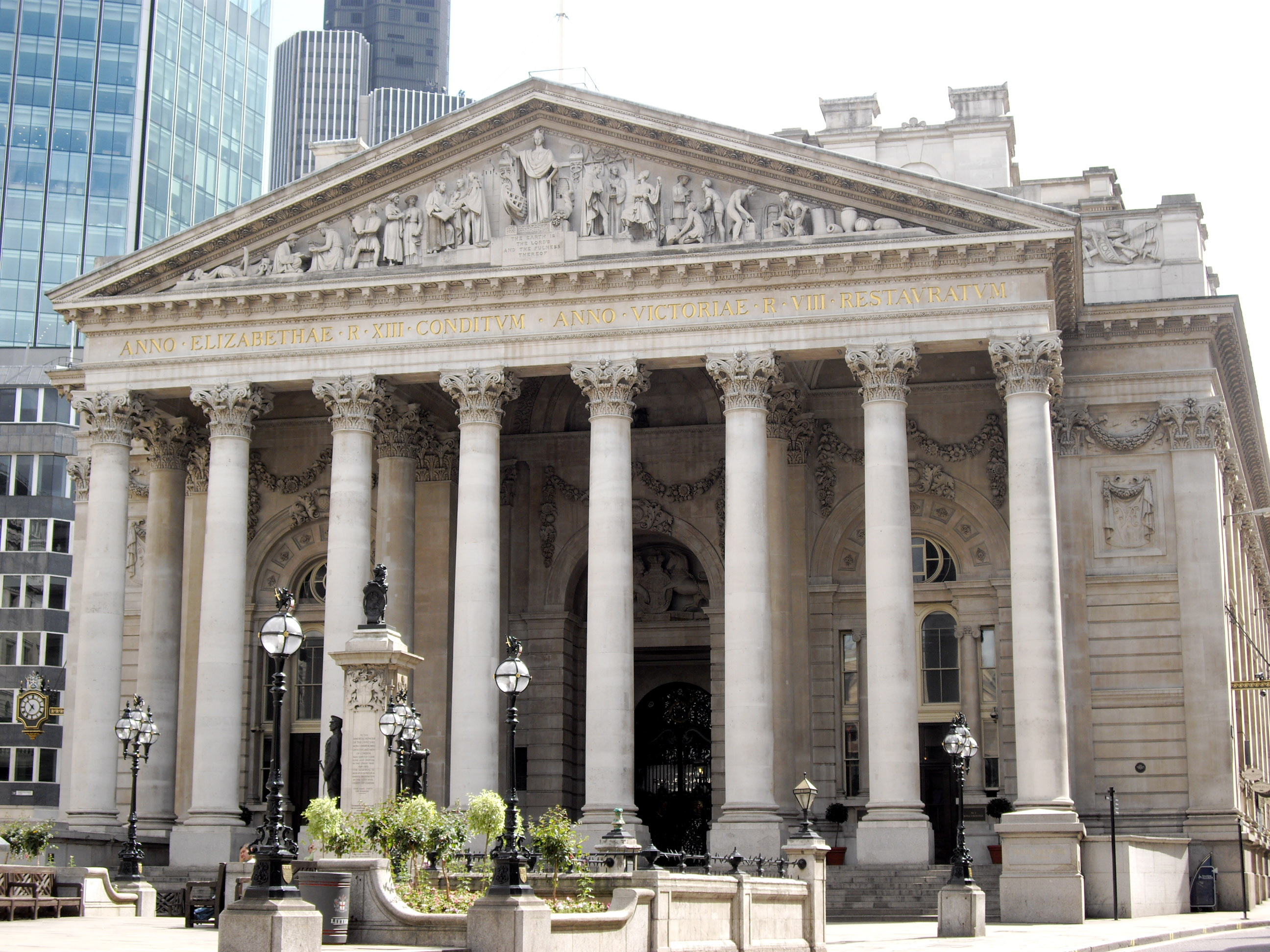
Фронтон Королевской биржи в Лондоне — работа Ричарда Уэстмакотта Младшего

Учился в Лондонской Королевской академии художеств, завершил своё художественное образование в Италии.
В 1838 году был избран ассоциированным членом Королевской академии, полным академиком стал в 1849 г., затем заменил своего отца в качестве профессора скульптуры Лондонской королевской академии художеств. С 1857 г. читал в Лондонской королевской академии художеств лекции о восточном и древнеклассическом искусстве и написал «Рассуждение о полихромии статуй» и «Руководство по истории древней и новейшей скульптуры» (1857—1868).

## Творчество
Автор ряда памятников, статуй, бюстов многих известных британцев, в том числе: адмирала С. Смита, герцога Бедфорда, графа Купера[уточнить], графа Уорнклиффа[уточнить], кардинала Дж. Ньюмена и других работ в камне.
Его статуи (например, «Пандора», «Нарцисс», «Ангел-хранитель» для памятника Варрена Гастингса в Калькутте, «Африканская невольница» и др.), а в особенности портретные бюсты (лорда Дж. Росселя, Сидней-Смиса, Мурчисона и др.) превосходят произведения его отца в отношении если не силы лепки и благородства концепции, то по тонкости отделки. В памятнике архиепископу Говлею для Кентерберийского собора он выказал глубокое знание готического стиля.